# Rolf Furuli
Rolf Johan Furuli (Oslo, 19 dicembre 1942) è un linguista, filologo e traduttore norvegese, docente di lingue semitiche all'Università di Oslo fino al pensionamento nel 2011. Ha tradotto numerosi documenti dalle lingue semitiche e dai sumeri in norvegese.

## Biografia
Furuli iniziò i suoi studi sulla cronologia del New Babylonian nel 1984. Diventò un Magister artium nel 1995 e doctor artium nel 2005. Sulla base dei suoi studi, Furuli difese l'opinione dei Testimoni di Geova secondo cui Gerusalemme fu distrutta dai babilonesi nel 607 a.C., al posto della data ampiamente riconosciuta della sua distruzione nel 587 a.C.
Nel 2005, Furuli ha discusso la sua tesi di dottorato suggerendo una nuova interpretazione del sistema verbale dell'ebraico classico. In una recensione della tesi, la professoressa Elisabeth R. Hayes del Wolfson College di Oxford scrisse: "Anche se non tutti saranno d'accordo con le conclusioni di Furuli sullo status del wayyiqtol come forma imperfetta, la sua tesi ben argomentata contribuisce a far avanzare la metodologia dello studio dell'ebraico."

## Opere
Ha scritto opere sulla traduzione della Bibbia e problemi biblici.
- 1995 – Imperfect consecutive and the Verbal system of Biblical Hebrew (thesis, magister artium, University of Oslo)
- 1997 – (EN)  The Problem of Induction and the Hebrew verb, in Elie Wardini (a cura di), Built on Solid Rock: Studies in Honour of Professor Ebbe Egede Knudsen, Oslo, Novus, ISBN 82-7099-283-6
- 1999 – The Role of Theology and Bias in Bible Translation with a special look at the New World Translation of Jehovah's Witnesses, Elihu Books, ISBN 0-9659814-4-4
- 2000 – (NB)  Modern models and the study of dead languages, in Motskrift, NTNU, Trondheim, pp. 83–86
- 2001 – (NB)  The study of new religious movements with a stress on the mental health of Jehovah's Witnesses (con Leon Groenewald e Johan Nerdrum), in Tidsskrift for Norsk Psykologforening, n. 2, pp. 123–128
- 2001 – Gilgamesh and Atrahasis two Babylonian Heroes (con Jens Braarvig e Tor Åge Bringsværd)
- 2002 – Science and Bible translation – "Christianizing" and "mythologizing" of the Hebrew text of the Bible ISBN 82-994633-1-9 (In Norwegian and Danish)
- 2002 – The NWT's translation of the Hebrew verbal system with particular stress on waw consecutive (33 pages), in Tony Byatt e Hal Fleming (a cura di), Your Word is Truth—The Fiftieth Anniversary of the New World Translation, ISBN 0-9506212-6-9
- 2003 – Assyrian, Babylonian, Egyptian, and Persian Chronology Compared with the Chronology of the Bible, Volume 1: Persian Chronology and the Length of the Babylonian Exile of the Jews, ISBN 82-994633-3-5[5]
- 2003 – (NB)  Enoks bok ("Libro di Enoch"), tradotto dal ge'ez al norvegese, ISBN 82-525-5177-7
- 2004 – The Dead Sea Scrolls (traduzione di alcuni documenti da ebraico e aramaico), ISBN 82-525-5199-8
- 2005 – The verbal System of Classical Hebrew An Attempt to Distinguish Between Semantic and Pragmatic Factors in L. Ezard e J. Retsö (a cura di), Current Issues in the Analysis of Semitic Grammar and Lexicon I,  pp. 205–231, ISBN 3-447-05268-6
- 2006 – A New Understanding of the Verbal System of Classical Hebrew - An attempt to distinguish between pragmatic and semantic factors, ISBN 82-994633-4-3
- 2006 – Sumerian Writings (traduzione di alcuni documenti dal sumero al norvegese), ISBN 82-525-6213-2
- 2007 –The Neo-Babylonian Chronology and the Cuneiform Tablet VAT 4956, in Forschung-Bibel-Artefakte, pp. XIV-XVIII, ISBN 978-3-9811529-2-0
- 2007 – Assyrian, Babylonian, Egyptian, and Persian Chronology Compared with the Chronology of the Bible, Volume 2: Assyrian, Babylonian and Egyptian Chronology, ISBN 978-82-994633-6-2
- 2008 – Assyrian, Babylonian, Egyptian, and Persian Chronology Compared with the Chronology of the Bible, Volume 1: Persian Chronology and the Length of the Babylonian Exile of the Jews, edizione aggiornata, ISBN 82-994633-5-1
- 2008 – Kebra Nagast (tradotto dal ge´ez al norvegese), ISBN 978-82-525-6704-5
- 2008 – Baal the King of the Gods in Ugarit (traduzione di alcuni documenti dall'ugaritico, fenicio ed ebraico al norvegese), ISBN 978-82-525-6590-4
- 2009 – (NB) How do Jehovahs Witnesses think? A Witness describes the faith, in H.K. Ringnes e H.K. Sødal (a cura di), Jehovahs Witnesses An interdisciplinary Study, ISBN 978-82-15-01453-1
- 2011 – The Role of Theology and Bias in Bible Translation With a Special Look at the New World Translation of Jehovah’s Witnesses, seconda edizione, ISBN 978-82-92978-02-3
- 2012 – Assyrian, Babylonian, Egyptian, and Persian Chronology Compared with the Chronology of the Bible, Volume 1: Persian Chronology and the Length of the Babylonian Exile of the Jews, seconda edizione, ISBN 978-82-92978-03-0
- 2012 – Assyrian, Babylonian, Egyptian, and Persian Chronology Compared with the Chronology of the Bible, Volume 2: Assyrian, Babylonian and Egyptian Chronology, seconda edizione, ISBN 978-82-92978-04-7
- 2020 – My beloved Religion – and the Governing Body, Larvik, Awatu Publishers, 2020.